# Els Plans
Els Plans, naselje u Andori u župi Canillo na nadmorskoj visini od 1 726 metara (5 665 stopa). Nalazi se na 42° 34' 60 N širine i 1° 37' 60 E dužine.
Broj stanovnika:
- 1988.: 14
- 2010.: 50